# 伊曼纽尔·卡伦德
伊曼纽尔·卡伦德（英語：Emmanuel Callender，1984年5月10日—），特立尼达和多巴哥男子田径运动员。他曾代表特立尼达和多巴哥参加2008年、2012年和2016年夏季奥林匹克运动会田径比赛，获得一枚金牌和一枚银牌。